# Principauté de Tver
1247–1485
Entités précédentes :
- Principauté de Vladimir-Souzdal

Entités suivantes :
- Grande-principauté de Moscou

La principauté de Tver (en russe Великое княжество Тверское) est une principauté issue de la Rus' de Kiev, centrée sur la ville de Tver situé au nord-ouest de Moscou. La principauté a existé de 1247 à 1485 sur un territoire le long du cours supérieur de la Volga. À l’apogée de sa puissance, la principauté de Tver était l'une des rivales de la grande-principauté de Moscou pour la suprématie sur l'actuel territoire de Russie. Les principaux centres de la principauté étaient les villes de Kachine, Zoubtsov, Staritsa, Dorogobouj, Kholm, Kaliazine, Klin...

## Histoire
Le prince de Vladimir-Souzdal Iaroslav II de Vladimir détacha vers 1240 plusieurs terres autour de Tver afin de les donner à son fils Alexandre Nevski. En 1247 il transmit à un autre de ses fils, Iaroslav III de Vladimir, Tver et ses dépendances, qui par la suite furent gouvernées par cette branche. Par sa position géographique, cette nouvelle principauté était moins exposée aux conquêtes mongoles. Elle devint le refuge des hommes de Vladimir-Souzdal, ainsi que des Rus de l'ouest (Polotsk, Kiev) en proie aux assauts des Lituaniens. Au cours de la seconde moitié du XIIIe siècle, Tver bénéficia d'une prospérité rapide. Iaroslav Iaroslavitch obtint dans les années 1260 le titre de prince et tenta d'unifier les terres russes sous sa bannière. Son fils Mikhaïl Iaroslavitch poursuivit cette politique, jusqu'à devenir lui-même prince de Vladimir en 1305. Tver était alors en rivalité avec la Moscovie, voisine au sud, pour l'hégémonie sur la partie nord-est de Rus'.

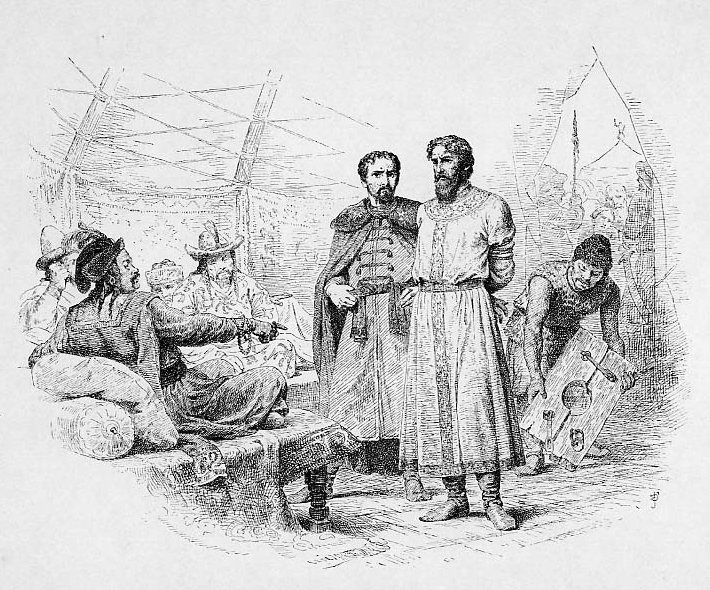
Le prince Mikhaïl Iaroslavitch se présente devant le khan (imagerie nationaliste du XIX).

La puissance montante de Tver finit par inquiéter les Khans de la Horde d'or. Ouzbek Khan prit parti pour la Moscovie et convoqua Mikhaïl Iaroslavitch auprès de la Horde pour l'assassiner. Les mêmes mesures furent prises ensuite pour ses fils Dimitri et Alexandre. La volonté des princes de Tver d'unifier la Russie faisait de Tver le symbole de l’émancipation contre l'hégémonie mongole. En 1327, la révolte de Tver et d'autres villes du Nord fut brutalement réprimée par les Mongols : Tver fut pillée et incendiée, sa population massacrée et les survivants déportés comme esclaves. Elle ne se releva jamais de ce coup et cessa de jouer un rôle autonome dans l'histoire de la Russie. Les Khans exigèrent le démembrement de la principauté en plusieurs fiefs. La seconde moitié du XIVe siècle vit ainsi l'apparition des principautés de Kachine, Kholm, Mikouline et Dorogobouj, qui elles-mêmes finirent par s'émietter en une multitude de micro-États. Ces événements empêchèrent pour un siècle la poursuite de l'unification de la Russie. Tver devait désormais composer politiquement non seulement avec la Horde d'Or, mais aussi avec la Moscovie et le grand-duché de Lituanie.
Lorsqu'enfin la Moscovie, sous le règne de Dimitri Donskoï, se trouva suffisamment forte pour se soulever contre la Horde d'Or, le prince Mikhaïl Alexandrovitch s'allia cette fois avec la Horde d'Or et les Lituaniens ; alors la Moscovie conclut une alliance avec la petite principauté de Kachine, qui luttait depuis des décennies avec Tver. Tver retrouva son autorité vers le milieu du XVe siècle à la faveur de la guerre de succession opposant Vassili II et Dimitri Chemyaka pour le trône de Moscovie : elle tenta d'attaquer, mais à la fin de la guerre civile de Moscovie avait perdu beaucoup de territoire. Le prince de Tver Mikhaïl Borissovitch dut signer en faveur d'Ivan III de Moscovie une série de capitulations humiliantes. La tentative de devenir vassal de la Lituanie déclencha le siège de Tver par l'armée de Moscovie, qui s'empara de la ville en 1485. La principauté de Tver fut vaincue, et cessa d'exister en tant qu'État indépendant.

## Liste des princes de Tver
- 1247-1252 : Iaroslav III de Vladimir
- 1252-1294 : Sviatoslav son fils ;
- 1294-1319 : Michel III de Vladimir son frère ;
- 1319-1326 : Dimitri II de Vladimir son fils ;
- 1326-1339 : Alexandre II de Vladimir son frère ;
- 1339-1345 : Constantin son frère ;
- 1346-1368 : Vasili son frère prince de Kaschin
- 1368-1399 : Michel (II) fils d'Alexandre II de Vladimir
- 13??-1365 : Vsevolod son frère
- 1399-1427 : Ivan fils de Michel
- 1427-1427 : Alexandre son fils ,
- 1427-1427 : Georges son fils ;
- 1427-1461 : Boris son frère ;
- 1461-1485 : Michel (III) son fils.

## Voir également
- Athanase Nikitine
- Histoire de la Russie